# مارمور مينا انتليجنس
شركة "مارمور مينا انتليجنس" هي شركة أبحاث مقرها تشيناي بالهند، وهي فرع مملوك بالأغلبية لمجموعة "مركز" الكويتية المتخصصة في إدارة الأصول والخدمات المصرفية الاستثمارية. تركز أبحاث الشركة على الأسواق المالية والدراسات الاقتصادية والقطاعية وتحليل السياسات، مع تركيز رئيسي على منطقة الشرق الأوسط وشمال أفريقيا(AUM)، حيث تقدم رؤى استراتيجية وبيانات تحليلية لدعم متخذي القرارات في القطاعين العام والخاص.
بلغت أصول مجموعة "مركز" تحت الإدارة (AUM) اعتباراً من 30 سبتمبر 2018 ما قيمته 1.06 مليار دينار كويتي (3.51 مليار دولار أمريكي)، بينما يعتمد نموذج عمل "مارمور" على مزيج من الأبحاث الجاهزة والمخصصة، حيث تتراوح منشوراتها البحثية بين التقارير اليومية والدراسات السنوية الشاملة، مما يوفر حلولاً معرفية متكاملة تلبي احتياجات العملاء المتنوعة في الأسواق المستهدفة.

## البحث

### البنية التحتية
تتخصص أبحاث البنية التحتية لدى "مارمور" في تحليل قطاعات الطاقة والمياه والموانئ وتكنولوجيا المعلومات والاتصالات والطيران والطرق والسكك الحديدية والعقارات، مع تركيز رئيسي على تحديد معوقات البنية التحتية وإبراز فرص الاستثمار فيها. كمثال على ذلك، أبرز تقرير الشركة عن موانئ دول مجلس التعاون الخليجي المجالات الرئيسية التي تحتاج إلى استثمارات، بينما كشف تقرير آخر أن إجمالي الاستثمارات في قطاع المياه الكويتي بين عامي 2005 و2014 بلغ 5.28 مليار دولار، مما يسلط الضوء على الفرص والتحديات في هذا القطاع الحيوي.

### القطاع والاقتصاد
يقدم قسم الأبحاث القطاعية في "مارمور" تقارير متخصصة مثل تقرير قطاع البنوك بالدول التي في مجلس التعاون الخليجي، بينما قاس تقرير القطاع الصحي حجم السوق المتزايد واستعرض المشاريع الرئيسية في المنطقة. أما الأبحاث الاقتصادية للشركة فتشمل دراسات نوعية موضوعية، حيث قدّر بحثها عام 2015 حول إلغاء دعم الوقود في الكويت أن "زيادة أسعار الوقود قد ترفع تكاليف قطاع البناء الكويتي بنحو 1% من الناتج المحلي الإجمالي"، بينما سلط تقريرها عن سعر النفط التعادلي الضوء على الفروق الكبيرة في التقديرات الناتجة عن إدراج أو استبعاد الدخل الاستثماري من الحسابات.
وتغطي تقارير أسواق رأس المال الصادرة عن "مارمور" أسواق منطقة الشرق الأوسط وشمال أفريقيا، مع تحليل للاتجاهات التاريخية والتوقعات المستقبلية، مثل تقرير عمليات الدمج والاستحواذ في دول مجلس التعاون الخليجي لعام 2014 ودراسة سياسات إدارة الأصول بالمنطقة. ومن الأمثلة البارزة دراسة شاملة لصناعة إدارة الأصول في دول مجلس التعاون الخليجي، مما يوفر رؤية استراتيجية للمستثمرين وصناع القرار.

### دوري
تصدر "مارمور" تقارير دورية تغطي طيفاً واسعاً من الاحتياجات البحثية، حيث تنشر منشورات يومية تتناول تطورات أسواق الأسهم لحظة بلحظة، إلى جانب تقارير شهرية وربع سنوية ونصف سنوية مثل سلسلة "توقعات أسواق مجلس التعاون الخليجي" التي تحلل التطورات الاقتصادية والمالية خلال فترات زمنية محددة، مما يوفر للعملاء رؤى شاملة تسهم في اتخاذ القرارات الاستثمارية المستنيرة.